# Isekai Farming - Vita contadina in un altro mondo
Isekai Farming - Vita contadina in un altro mondo (異世界のんびり農家?, Isekai nonbiri nōka, lett. "Un altro piacevole mondo contadino") è una serie di light novel scritta da Kinosuke Naito e illustrata da Yasumo. Inizialmente distribuita in modo amatoriale sul sito web Shōsetsuka ni narō dal 29 dicembre 2016, la serie è stata poi acquistata da Enterbrain, che ne ha iniziato la pubblicazione in volumi a partire dal 30 ottobre 2017. 
Un adattamento manga scritto da Kinosuke Naito e disegnato da Yasuyuki Tsurugi viene serializzato da Fujimi Shobō sulla rivista Monthly Dragon Age dal 9 novembre 2017. Un secondo adattamento manga scritto da Yuji è pubblicato dall'8 luglio 2022. Un adattamento anime, creato dallo studio Zero-G, è andato in onda dal 6 gennaio al 24 marzo 2023.

## Trama
Dopo che Hiraku Machio, un impiegato giapponese, muore per una grave malattia, Dio lo riporta in vita, gli restituisce la salute e la giovinezza e, dopo una decisione di Hikaku, lo manda in un mondo fantastico di sua scelta. Per godersi la seconda vita, Dio gli dona un magico strumento utile per coltivare.

## Personaggi
Hiraku Machio (街尾 火楽?, Machio Hiraku)
Doppiato da: Atsushi Abe (ed. giapponese), Jacopo Calatroni (ed. italiana)
Hiraku è il personaggio principale della serie. È amichevole e alla mano con la solita passione per l'agricoltura. È stato un impiegato intermediario. I suoi genitori morirono quando era giovane e i suoi parenti avevano poca cura per il suo benessere. Ha sofferto di cattive condizioni di salute per la maggior parte della sua vita adulta, dovendo vivere dentro e fuori dall'ospedale. Dopo che Hikaru muore, si ritrova di fronte ad un dio. Di fronte al dio, lui vorrebbe che risorgesse in un altro mondo. Il dio chiede quale sia il suo desiderio nella sua prossima vita. Inizialmente chiede un corpo senza malattia, dal momento che ha perso la maggior parte della sua vita. Il dio esaudisce il suo desiderio ma gli concede un altro desiderio, chiedendogli cosa vorrebbe essere nella prossima vita. Hiraku risponde che desiderava vivere una vita pacifica come contadino. Inoltre gli venne dato uno strumento "magico" che può diventare qualsiasi strumento non motorizzato che esso desidera. Una volta fatto questo, Hiraku venne mandato nell'altro mondo per la sua resurrezione, rassicurato dal dio che sarebbe stato in grado di capire tutte le lingue.
Ru (ルー?, Rū)
Doppiata da: Shino Shimoji (ed. giapponese), Martina Tamburello (ed. italiana)
Ru è una vampira che può essere attiva sia di notte ma anche durante il giorno come normali umani. Come tutti i vampiri, beve sangue per ravvivare la sua vitalità e la sua forza magica. La sua magia le permette di creare degli scudi per proteggersi dagli attacchi nemici.
Tia (ティア?)
Doppiata da: Aya Suzaki (ed. giapponese), Gea Riva (ed. italiana)
Tia è un angelo e, come tutti gli angeli, sembra essere una splendida donna umana. Tuttavia, ha poteri magici celesti e ha ali simili a quelle di un uccello che le permettono di volare. È nota per essere una delle più forti del suo popolo.
Ria (リア?)
Doppiata da: Lynn (ed. giapponese), Chiara Francese (ed. italiana)
Ria è una Elfa e la sua tribù è stata devastata dalla guerra. Ha guidato molti altri Elfi nel mondo per molti anni. Ha fatto pure amicizia con Tia. Sarebbe diventata la leader degli Elfi nella fattoria, man mano che altri suoi compagni Alti Elfi si sarebbero uniti a lei.
Ann (アン?, An)
Doppiata da: Yukiyo Fujii (ed. giapponese), Giuliana Atepi (ed. italiana)
Ann è una oni ed è una cameriera gentile ed educata.
Flora (フローラ?, Furōra)
Doppiata da: Miyu Tomita (ed. giapponese), Sofia Alexandra Porta (ed. italiana)
Sena (セナ?)
Doppiata da: Machico (ed. giapponese), Giulia Bersani (ed. italiana)
Lastismun (ラスティスムーン?, Rasutisumūn)
Doppiata da: Natsumi Hioka (ed. giapponese), Erica Laiolo (ed. italiana)
Lastismun è una dragonessa. Nella sua forma umana, è una giovane donna con la parte superiore umana con le corna e inferiore con la coda di drago. Visto che è giovane, è incapace di controllare correttamente la sua trasformazione in forma umana.

## Media

### Light novel
Scritta da Kinosuke Naito, la light novel è iniziata come pubblicazione amatoriale online tramite il sito web Shōsetsuka ni narō il 29 dicembre 2016. La serie è stata successivamente acquisita da Enterbrain, che ha iniziato a pubblicare i romanzi con le illustrazioni di Yasumo il 30 ottobre 2017. Al 31 gennaio 2025 sono stati pubblicati diciotto volumi. 

#### Volumi
| Nº | Data di prima pubblicazione | Data di prima pubblicazione | Data di prima pubblicazione |
| Nº | Giapponese                  | Giapponese                  |                             |
| -- | --------------------------- | --------------------------- | --------------------------- |
| 1  | 30 ottobre 2017             | ISBN 978-4-04-734848-6      |                             |
| 2  | 5 marzo 2018                | ISBN 978-4-04-735018-2      |                             |
| 3  | 5 luglio 2018               | ISBN 978-4-04-735221-6      |                             |
| 4  | 5 novembre 2018             | ISBN 978-4-04-735393-0      |                             |
| 5  | 5 aprile 2019               | ISBN 978-4-04-735590-3      |                             |
| 6  | 30 settembre 2019           | ISBN 978-4-04-735733-4      |                             |
| 7  | 8 aprile 2020               | ISBN 978-4-04-736018-1      |                             |
| 8  | 7 agosto 2020               | ISBN 978-4-04-736205-5      |                             |
| 9  | 28 dicembre 2020            | ISBN 978-4-04-736455-4      |                             |
| 10 | 30 aprile 2021              | ISBN 978-4-04-736521-6      |                             |
| 11 | 30 settembre 2021           | ISBN 978-4-04-736796-8      |                             |
| 12 | 31 marzo 2022               | ISBN 978-4-04-736983-2      |                             |
| 13 | 30 agosto 2022              | ISBN 978-4-04-737139-2      |                             |
| 14 | 28 dicembre 2022            | ISBN 978-4-04-737310-5      |                             |
| 15 | 28 aprile 2023              | ISBN 978-4-04-737433-1      |                             |
| 16 | 30 ottobre 2023             | ISBN 978-4-04-737662-5      |                             |
| 17 | 28 giugno 2024              | ISBN 978-4-04-738029-5      |                             |
| 18 | 31 gennaio 2025             | ISBN 978-4-04-738198-8      |                             |
| 19 | 29 agosto 2025              | ISBN 978-4-04-738537-5      |                             |

### Manga
Dai romanzi è stato tratto un adattamento manga disegnato da Yasuyuki Tsurugi. Il fumetto ha debuttato il 12 ottobre 2017 sull'applicazione online ComicWalker di Kadokawa ed è poi passato alle pagine della rivista Monthly Dragon Age di Fujimi Shobō, dove è in corso di serializzazione dal 9 novembre dello stesso anno. A marzo 2025 sono stati pubblicati quattordici volumi tankōbon.

#### Volumi
| Nº | Data di prima pubblicazione | Data di prima pubblicazione | Data di prima pubblicazione |
| Nº | Giapponese                  | Giapponese                  |                             |
| -- | --------------------------- | --------------------------- | --------------------------- |
| 1  | 5 marzo 2018                | ISBN 978-4-04-072604-5      |                             |
| 2  | 5 luglio 2018               | ISBN 978-4-04-072777-6      |                             |
| 3  | 5 aprile 2019               | ISBN 978-4-04-073130-8      |                             |
| 4  | 9 settembre 2019            | ISBN 978-4-04-073320-3      |                             |
| 5  | 9 gennaio 2020              | ISBN 978-4-04-073425-5      |                             |
| 6  | 7 agosto 2020               | ISBN 978-4-04-073764-5      |                             |
| 7  | 9 marzo 2021                | ISBN 978-4-04-074010-2      |                             |
| 8  | 9 settembre 2021            | ISBN 978-4-04-074237-3      |                             |
| 9  | 8 aprile 2022               | ISBN 978-4-04-074499-5      |                             |
| 10 | 7 gennaio 2023              | ISBN 978-4-04-074827-6      |                             |
| 11 | 7 luglio 2023               | ISBN 978-4-04-075042-2      |                             |
| 12 | 9 febbraio 2024             | ISBN 978-4-04-075322-5      |                             |
| 13 | 9 settembre 2024            | ISBN 978-4-04-075584-7      |                             |
| 14 | 7 marzo 2025                | ISBN 978-4-04-075833-6      |                             |
| 15 | 9 settembre 2025            | ISBN 978-4-04-076085-8      |                             |

#### Isekai nonbiri nōka no nichijō
Un manga spin-off yonkoma, intitolato Isekai nonbiri nōka no nichijō (異世界のんびり農家の日常? lett. "La vita contadina quotidiana in un altro mondo"), ha iniziato la serializzazione su Monthly Dragon Age l'8 luglio 2022. Il primo volume è stato pubblicato il 7 gennaio 2023. A marzo 2025 sono stati pubblicati cinque volumi tankōbon.
| Nº | Data di prima pubblicazione | Data di prima pubblicazione | Data di prima pubblicazione |
| Nº | Giapponese                  | Giapponese                  |                             |
| -- | --------------------------- | --------------------------- | --------------------------- |
| 1  | 7 gennaio 2023              | ISBN 978-4-04-074829-0      |                             |
| 2  | 9 febbraio 2024             | ISBN 978-4-04-075323-2      |                             |
| 3  | 9 febbraio 2024             | ISBN 978-4-04-075324-9      |                             |
| 4  | 9 settembre 2024            | ISBN 978-4-04-075585-4      |                             |
| 5  | 7 marzo 2025                | ISBN 978-4-04-075834-3      |                             |
| 6  | 9 settembre 2025            | ISBN 978-4-04-076086-5      |                             |

### Anime
Un adattamento anime è stato annunciato il 29 marzo 2022. La serie è prodotta da Zero-G e diretta da Ryōichi Kuraya, con sceneggiature scritte da Tōko Machida, character design curato da Yoshiko Saitō, che è anche direttore dell'animazione principale, e musica composta da Yasuharu Takanashi e Johannes Nilsson. L'anime è andato in onda dal 6 gennaio al 24 marzo 2023 su AT-X e altre reti. La sigla di apertura è Flower Ring di Shino Shimoji e Aya Suzaki, mentre la sigla di chiusura è Feel the winds del VTuber Hizuki Yui. I diritti della serie in Italia sono stati acquistati da Yamato Video, che l'ha distribuita in versione sottotitolata in contemporanea col Giappone, e dal 6 novembre 2024 al 22 gennaio 2025 in versione doppiata sul canale Anime Generation della piattaforma Prime Video. Il doppiaggio italiano è stato curato da X-Trim Solutions di Milano sotto la direzione di Paolo De Santis. L'adattamento dei dialoghi dell'edizione italiana è stato effettuato da Simone Lupinacci.

#### Episodi
| Nº | Titolo italiano Giapponese 「Kanji」 - Rōmaji | In onda          | In onda          |
| Nº | Titolo italiano Giapponese 「Kanji」 - Rōmaji | Giapponese       | Italiano         |
| 1  | L'onnipotente attrezzo agricolo 「万能農具」 - Bannō nōgu | 6 gennaio 2023   | 6 novembre 2024  |
| 1  | Il fondatore del villaggio, Hiraku Machio, si risveglia da un sogno di morte per una malattia terminale nella sua vita passata, quindi trascorre la sua normale giornata gestendo il suo villaggio agricolo popolato da semi-umani. In passato il Dio della Terra scelse di reincarnare Hiraku come scusa per la sua vita insolitamente dura e la dolorosa malattia terminale. Hiraku chiese di reincarnarsi come agricoltore perché amava guardare i programmi agricoli in ospedale. Dio gli dona un nuovo corpo potente e il magico l'onnipotente attrezzo agricolo, che può evocare qualsiasi strumento di cui abbia bisogno e può essere utilizzato senza stancarsi. Risvegliandosi in una foresta lontana dalla civiltà, Hiraku sceglie l'albero più grande come sito per la sua fattoria e con l'attezzo è in grado di costruire un pozzo, costruire un accampamento e scavare il suo primo campo. Con suo stupore l'onnipotente attrezzo agricolo fa germogliare i raccolti senza bisogno di piantare semi. Dopo alcune settimane salva una coppia di lupi che chiama Nero e Neve che danno alla luce nella stessa notte quattro cuccioli. Adottando tutti i lupi per proteggere la fattoria dai mostri, Hiraku inizia finalmente a raccogliere il suo primo raccolto. Altrove, una giovane viaggiatrice sente storie sulla foresta della morte piena di mostri e decide di indagare. |                  |                  |
| 2  | Il primo abitante 「第一村人」 - Daiichi murabito | 13 gennaio 2023  | 13 novembre 2024 |
| 2  | Dio si rende conto di aver sbagliato a reincarnare Hiraku nella Foresta della Morte, ma decide di aspettare che un mostro lo mangi e poi reincarnarlo di nuovo. Hiraku scopre di poter dettare quali semi semina l'onnipotente strumento agricolo con la sua mente ed espandere i suoi campi. Con l'avvicinarsi dell'inverno, i lupi vanno a prendere un amichevole ragno gigante che tesse vestiti caldi in cambio della vita nell'albero di Hiraku. Hiraku chiama il ragno Cuscino. Per tutto l'inverno Hiraku lotta con la solitudine, soprattutto quando i cuccioli di lupo crescono e trovano compagni, e persino Cuscino riappare con venti cuccioli. In primavera, Hiraku scopre una bambina vampira indebolita di nome Ru nei boschi e, dopo aver donato il suo sangue, riprende le sue dimensioni adulte. Ru è stupita dai suoi raccolti, che sono nuovi per questo mondo, e spiega che è una ricercatrice medica, ma quando i nobili hanno inviato una persona fastidiosa per rubare la sua ricerca, si è nascosta nella foresta. Diventano amichevoli e Hiraku chiede a Ru di andare a vivere con lui. Ru accetta e si fidanzano per sposarsi. Hiraku aggiunge un giardino di erbe aromatiche ai suoi campi per aiutare Ru nella ricerca. Altrove, un'altra giovane viaggiatrice è alla ricerca della Foresta della Morte. |                  |                  |
| 3  | Arrivano altri coinquilini 「同居人 続々」 - Dōkyonin zokuzoku | 20 gennaio 2023  | 20 novembre 2024 |
| 3  | Un angelo di nome Tia appare alla ricerca di Ru e rimane sorpreso nello scoprire che è sposata con Hiraku. Tia rivela che Ru ha una taglia su di lei dopo che ha distrutto una città, anche se Ru insiste che era giustificato dal fatto che un nobile la teneva imprigionata lì e la obbligasse a creare pozioni per lui. Ru invita bruscamente Tia a vivere con loro e, dopo aver sperimentato la loro vita contadina, lei ci si adatta come un naturale. I lupi hanno ancora più cuccioli, quindi Hiraku espande la fattoria per dare loro più spazio. Metà dei cuccioli di Cuscino se ne vanno per trovare il loro territorio, ma gli altri vivono sugli alberi da frutto di Hiraku. Avendo bisogno di lavoratori, Tia invita sette ragazze alla fattoria, membri di un clan di elfe alte quasi estinto che hanno bisogno di una casa permanente per ricostruire la loro popolazione. Grazie alla loro lunga durata di vita, le elfe hanno molteplici abilità, tra cui edilizia, forgiatura e panificazione. Quando le ragazze gli rivelano che la foresta fa parte del territorio del Re dei Demoni, Hiraku teme che il Re dei Demoni lo accusi di aver rubato la terra, ma Ru gli assicura che al Re dei Demoni non importerà. Hiraku decide di migliorare i corsi d'acqua intorno alla fattoria. |                  |                  |
| 4  | Gli acquedotti completano la vita 「水路は暮らしを充実させる」 - Suiro wa kurashi o jūjitsu saseru | 27 gennaio 2023  | 27 novembre 2024 |
| 4  | Cuscino cattura un'ape regina gigante e la dà a Hiraku che costruisce una tettoia per lei per costruire un alveare e produrre miele. Hiraku e le elfe costruiscono un canale e un bacino per l'accesso all'acqua e la pesca. Con un'abbondanza di acqua, Hiraku costruisce il suo primo campo di riso e usa il primo raccolto per fare onigiri con il pesce. Poi, costruiscono una casa da bagno, incluso un secondo bacino che riempiono di slime per purificare l'acqua dai bagni prima di restituirla al fiume. Hiraku riesce a fare un bagno, ma il suo bagno rilassante diventa molto stressante circondato da nove belle donne nude che insistono per unirsi a lui nel bagno. Altre cinque ragazze elfiche si dirigono alla fattoria, quindi Hiraku decide di costruire altre case. Le elfe sembrano determinati a iniziare ad avere bambini il prima possibile, preoccupando Hiraku poiché è l'unico uomo tra un numero crescente di donne. Il lupo Nero racconta che lui e la sua famiglia appartengono, in realtà, alla razza dei lupi infernali e di essere grato a Hiraku per aver dato a lui e alla sua famiglia una casa permanente. È certo che Hiraku, che sopravvive facilmente nella Foresta della Morte e attrae così tante potenziali mogli, debba essere più di un comune essere umano. |                  |                  |
| 5  | Curry e svernamento 「カレーと越冬」 - Karē to Ettō | 3 febbraio 2023  | 4 dicembre 2024  |
| 5  | Su insistenza di tutti gli altri, la casa di Hiraku viene ricostruita ancora più grande con camere singole per lui, Ru e Tia; e una sala da pranzo comune da condividere con tutti. Hiraku ignora saggiamente il letto matrimoniale segreto nascosto dietro una porta chiusa con chiavistello. Hiraku raccoglie il suo primo raccolto di spezie, che gli consente di preparare il curry con il pane naan. Notando che i lupi infernali detestano il forte odore del coriandolo, Ru e Tia diventano ossessionati dallo studio della pianta per creare pozioni protettivi contro i lupi di Hiraku, poiché ricordano ancora i lupi che li picchiavano le prime volte che venivano alla fattoria. L'inverno si avvicina, quindi tutti iniziano ad accumulare provviste, in particolare legna da ardere e cibo conservato. Hiraku teme di non contribuire abbastanza poiché è l'unico a non essere in grado di usare la magia, ma Lea gli assicura che nessun altro è riuscito a vivere e prosperare nella Foresta della Morte prima. Arriva l'inverno, quindi con tutti confinati in casa, Hiraku introduce dei giochi da tavolo (come othello, gli scacchi, il Mah-jong e il bowling), consentendo a Ru e Tia di mantenere la loro rivalità senza danneggiare nulla. Hiraku è sorpreso che anche i lupi sappiano giocare, con Nero che sconfigge facilmente Ru a scacchi e Hiraku a Mah-jong. Alla fine arriva la primavera, ma prima che possano piantare nuove colture, Cuscino lancia l'allarme quando una viverna gigante si avvicina alla fattoria. |                  |                  |
| 6  | È un villaggio 「村です」 - Mura Desu | 10 febbraio 2023 | 11 dicembre 2024 |
| 6  | L'onnipotente attrezzo agricolo di Hiraku si trasforma spontaneamente in una lancia magica, che usa per uccidere con facilità la viverna. L'uccisione di una leggendaria viverna terrorizza i generali del Re dei Demoni e il re drago Dryme, che si chiedono chi esattamente viva nella Foresta della Morte. Hiraku coltiva l'uva per fare il vino. Dio viene sgridato da sua figlia, la Dea dell'Agricoltura, che rivela che l'onnipotente attrezzo agricolo che ha dato a Hiraku è in realtà una replica della lancia divina Gryme, e Hiraku è sopravvissuto usandolo solo perché Dio gli ha concesso casualmente un corpo sovrannaturalmente sano. Cuscino e i lupi catturano un altro vampiro che si rivela essere la cugina di Ru, Flora. Come un'altra ricercatrice, Flora è affascinata dalla descrizione di Hiraku dei microrganismi fermentati che producono vino, miso e tofu, quindi si trasferisce nella fattoria, portando con sé mucche e due dozzine di cameriere oni. Sentendosi in inferiorità numerica, Tia invita altri tre angeli e una tribù di Uomini Lucertola che portano con se delle galline. Arrivano altre trenta elfe, tutti con l'intenzione di avere dei bambini. Hiraku inizia davvero a preoccuparsi dell'assenza di altri uomini. Mentre la fattoria si espande per adattarsi a tutti, Hiraku la rinomina Villaggio Grandalbero e organizza una festa per celebrare l'occasione in cui tutti dichiarano all'unanimità Hiraku sindaco del villaggio. |                  |                  |
| 7  | Un animo accogliente 「おもてなしの心」 - Omotenashi no Kokoro | 17 febbraio 2023 | 18 dicembre 2024 |
| 7  | Il generale dei demoni Beezel incontra Hiraku che offre al Re dei demoni il 10% del suo raccolto come tassa annuale. Beezel accetta ma in seguito rivela ai generali Grattz e Randan di aver accettato solo il 10% per paura degli abitanti del villaggio: la principessa vampira Ru, l'angelo del massacro Tia, un esercito di elfe alte, angeli, uomini lucertola, un branco di lupi infernali e un ragno demone maggiore. Anche il re drago Dryme visita il villaggio. Hiraku si rende conto, in quanto sindaco, della necessità di coltivare relazioni diplomatiche, quindi costruiscono un'ambasciata per ospitare i visitatori per la notte. Hiraku istruisce anche saggiamente gli abitanti del villaggio sulla differenza tra ospiti e intrusi indesiderati. I loro successivi visitatori sono gli uomini bestia del villaggio Howling, minatori e cacciatori il cui capo Garf negozia un accordo commerciale: argento, ferro e vetro in cambio di raccolti alimentari. In cambio del vino, Dryme accetta di trasportare beni commerciali tra il villaggio Grandalbero e il villaggio Howling. Alla fine, venti Uomini bestia chiedono di trasferirsi nel villaggio Grandalbero, tutte giovani donne. Hiraku alla fine accetta a patto che vengono inviati anche degli uomini a vivere nel villaggio, solo per scoprire che gli "uomini" che mandano sono ragazzi troppo giovani per sposare qualcuno per almeno 10 anni. |                  |                  |
| 8  | La ricercatrice e le due signorine 「研究者と二人のお嬢さま」 - Kenkyūsha to Futari no Ojō-sama | 24 febbraio 2023 | 25 dicembre 2024 |
| 8  | Mentre Sena e gli altri Uomini bestia si acclimatano alla vita del villaggio, Hiraku si preoccupa ancora di non essere in grado di usare la magia. In seguito sconfigge un Orso-lottatore e una Vipera-sanguinosa che combattono fuori dal villaggio, che cucina per un altro banchetto del villaggio. Con l'aiuto di Flora, Hiraku crea la maionese e il miso. Più tardi, i nani guidati da Donovan visitano il villaggio per scambiare il vino di Hiraku con la tecnologia di distillazione, consentendo al villaggio di produrre whisky di mais. Anche i nani finiscono per trasferirsi nel villaggio. Hiraku spera che i nani vogliano sposarsi, ma sono attratti solo dalle donne con la barba. Appaiono due draghi e Hiraku ne uccide quasi uno finché Gucci (il maggiordomo di Dryme) non rivela freneticamente che sono la figlia di Dryme, Lastismoon, e la moglie Graffaloon. Graffaloon chiede a Lasty (il soprannome di Lastismoon) di rimanere nel villaggio come diplomatico, sperando di evitare che Hiraku diventi il loro nemico. Hiraku in seguito assegna a Lastismoon la responsabilità di tutte le relazioni diplomatiche, cosa che il generale dei demoni Beezel scopre durante una missione di approvvigionamento di prodotti. Terrorizzato all'idea che Hiraku ora "comanda" i draghi, manda la propria figlia Flowrem a vivere nel villaggio come spia. Flowrem è scioccata nell'osservare che la "forza" del villaggio è abbastanza potente da minacciare l'esercito dei demoni ed è ancora più scioccata nell'apprendere da Lastismoon che il loro "sindaco" Hiraku è un umano abbastanza forte da aver quasi ucciso Graffaloon. Flowrem decide di rimanere nel villaggio più a lungo del previsto nonostante fosse (all'inizio) costantemente nervosa nei confronti di Hiraku. |                  |                  |
| 9  | Il mercante e i draghi 「商人とドラゴン」 - Shōnin to Doragon | 3 marzo 2023     | 1º gennaio 2025  |
| 9  | Il villaggio assolve uno slime che ha bevuto una botte del prezioso vino del villaggio. Arriva l'autunno e, davanti a una pentola calda, Hiraku sente la mancanza dei frutti di mare, così Flowrem e Lasty organizzano uno scambio di pesce con un mercante di nome Michael. Come parte dell'accordo, chiede di diventare il fornitore di Hiraku e di gestire tutti gli scambi tra il villaggio e il mondo esterno. Hiraku intuisce che Michael è affidabile, anche se viene mostrato tramite comici flashback in cui Michael era terrorizzato. Un altro drago sfida Hiraku a combattere. Dopo averla catturata, Hiraku scopre che è Hakuren, l'immatura sorella maggiore di Dryme. Dryme spiega che Hakuren credeva che Lasty avesse sposato Hiraku e, essendo single, era gelosa. Non divertita, Hiraku costringe Hakuren a riparare il danno. Hakuren scopre i giochi da tavolo e Hiraku viene trascinato suo malgrado in uno strip-Mahjong che finisce con le donne che vedono Hiraku perdere e spogliarsi. Beezel viene a sapere della presenza di Hakuren nel villaggio, il che spinge il suo collega generale Randan a inoltrare la sua lettera di dimissioni per paura. Il re dei demoni Galgard è più preoccupato che sua figlia Yuri stia attraversando una ribellione adolescenziale. Hakuren cerca di trasferirsi nel villaggio come una fannullona disoccupata, ma dopo che Hiraku la punisce abbastanza volte, diventa l'insegnante del villaggio. Hiraku scopre che alcuni cuccioli di Nero hanno fatto irruzione in un dungeon sotterraneo dove dimorano delle lamie. Dopo essersi scusate con loro, le lamie iniziano a scambiare i tesori del dungeon con i raccolti. Alla fine formano un servizio di consegna per tutti i villaggi commerciali. Nel frattempo, la principessa Yuri è convinta che Flowrem sia prigioniera di Hiraku e progetta di invadere il villaggio Grandalbero per liberarla. |                  |                  |
| 10 | La principessa Yuri 「王姫ユーリ」 - Ōhime Yūri | 10 marzo 2023    | 8 gennaio 2025   |
| 10 | Flowrem scopre le intenzioni di Yuri, ma Yuri è stata ingannata da tre ambiziose eredi della nobiltà demoniaca, Rosalind, Klakkase e Roaju. Flowrem organizza segretamente la sconfitta dell'esercito di Yuri, ma non la sua uccisione, da parte delle lamie. Come punizione, Flowrem trasferisce Yuri e le tre ragazze nel villaggio per lavorare come espiazione, sebbene nasconda il loro tentativo di invasione a Hiraku per motivi politici. Il trio tenta di scappare ma viene sempre fermato dai lupi infernali e dai ragni demoniaci. Le tre aiutano a malincuore Flowrem con le scartoffie finanziarie del villaggio, diventando note come il Trio del Municipio. Dopo aver appreso la verità sul villaggio, Yuri si pente di aver quasi invaso e torna a casa soddisfatta. Il Trio decide di restare, preferendo la vita del villaggio alla politica della corte demoniaca. Galgard è confuso dal brusco cambiamento di personalità di Yuri e pensa erroneamente che abbia un fidanzato. Cinque elfe montane guidati da Ya si trasferiscono nel villaggio, usando la loro magia del fuoco per creare oggetti in ceramica. Flowrem sventa un piano subdolo del Trio per sedurre Hiraku. Viene scoperto un dungeon dove risiede un'altra Vipera-sanguinosa che le elfe vogliono cacciare perché si dice che la sua carne favorisca il concepimento. Con l'arrivo dell'inverno, Ru si ammala e rimane costretta a letto. A causa dei suoi sintomi, Sena sospetta che Ru sia incinta del bambino di Hiraku. |                  |                  |
| 11 | Giornate che scorrono e il progenitore 「日々と始祖さまと」 - Hibi to Shiso-sama to | 17 marzo 2023    | 15 gennaio 2025  |
| 11 | Mentre la gravidanza di Ru procede, Hiraku segue il suo programma quotidiano di gestione del villaggio, lavori agricoli, controllo di tutti, garanzia della sicurezza del villaggio e addestramento al combattimento. All'improvviso appare un uomo che si rivela essere il progenitore dei vampiri Vargryfe, il nonno di 4000 anni di Ru e Flora. I vampiri di solito hanno figli trasformando un altro umano in un vampiro, quindi la gravidanza di Ru è un evento raro. Dopo aver visto la statua di Hiraku del Dio Creatore che lo ha reincarnato, Vargryfe rivela di aver incontrato anche lui Dio una volta prima di nascere come vampiro. Da allora ha dimenticato la maggior parte dei dettagli, per mantenere la sua sanità mentale durante la sua vita eterna, cancella i suoi ricordi ogni pochi secoli. Hiraku scolpisce per Vargryfe una copia della statua che Vargryfe dona segretamente al tempio del Dio Creatore. I sacerdoti sono così affascinati da una somiglianza così accurata di Dio che fanno sapere che il Villaggio Grandalbero è sotto la loro protezione. Per celebrare la gravidanza di Ru, Vargryfe invia al villaggio un costoso pianoforte a coda. Il Trio di nobili del regno demoniaco è troppo nervoso per suonarlo, così Hiraku finisce per comprarne una versione più economica per fargli fare prima pratica, anche se se ne pente quando i loro esercizi gli impediscono di dormire bene la notte. |                  |                  |
| 12 | Nascita 「誕生」 - Tanjō | 24 marzo 2023    | 22 gennaio 2025  |
| 12 | La gravidanza di Ru continua. In segno di solidarietà, il villaggio rinuncia all'alcol finché Ru non potrà bere di nuovo. Il periodo del travaglio e del parto di Ru è un periodo difficile per Hiraku, che è stato bandito dalla casa per il momento, quindi vaga per la fattoria finché Ru non dà alla luce il loro figlio Alfred, un mezzo vampiro, e Hiraku è felicissimo di essere un genitore per la prima volta. Hiraku decide che il villaggio ha bisogno di una propria valuta poiché il loro attuale sistema di scambio di beni non è più sostenibile, quindi forgia monete del Grandalbero e ne dà tre a ogni abitante del villaggio, anche se c'è un po' di confusione su quanto valga esattamente una moneta. Per celebrare la nascita di Alfred si tiene una grande festa e i nani producono un vino celebrativo da conservare finché Alfred non sarà abbastanza grande da bere. Beezel dichiara infine che il villaggio del Grandalbero è troppo potente per essere mai sconfitto e progetta di diventare alleati al suo posto. Galgard fa i capricci, pensando erroneamente che Beezel voglia organizzare un matrimonio politico tra Yuri e Hiraku. Hiraku riceve richieste da quasi duecento persone che desiderano trasferirsi nel villaggio per sfuggire a guerre o persecuzioni, il che porta alla decisione di costruire un intero secondo villaggio nelle vicinanze per ospitarli tutti, il secondo villaggio Grandalbero. |                  |                  |